# ميخائيل سكوت دوران
ميخائيل سكوت دوران (بالإنجليزية: Michael Scott Doran)‏ هو عالم سياسة أمريكي، ولد في 25 أبريل 1962.